# Арапино
Арапино — село в Шемышейском районе Пензенской области России. Входит в состав Наскафтымского сельсовета.

## География
Село находится на юго-востоке центральной части Пензенской области, в пределах северного склона холмистой Хвалынской гряды, в лесостепной зоне, к югу от реки Колдаис, на расстоянии примерно 15 километров (по прямой) к северо-востоку от Шемышейки, административного центра района. Абсолютная высота — 199 метров над уровнем моря.

### Климат
Климат характеризуется как умеренно континентальный. Средняя температура воздуха самого тёплого месяца (июля) — 20 °C (абсолютный максимум — 38 °C); самого холодного (января) — −19 °C (абсолютный минимум — −44 °C). Безморозный период длится 126 дней. Период активной вегетации составляет 135—145 дней. Годовое количество атмосферных осадков — 490 мм, из которых большая часть выпадает в тёплый период. Снежный покров держится в течение 149 дней.

### Часовой пояс
Село Арапино, как и вся Пензенская область, находится в часовой зоне МСК (московское время). Смещение применяемого времени относительно UTC составляет +3:00.

## Население
| 1709  | 1718  | 1748  | 1795  | 1859 | 1877  | 1897  |
| ----- | ----- | ----- | ----- | ---- | ----- | ----- |
| 363   | ↗395  | ↘244  | ↗420  | ↗951 | ↗1081 | ↗1148 |
| 1911  | 1926  | 1930  | 1939  | 1959 | 1979  | 1989  |
| ↗1344 | ↗1717 | ↗2136 | ↘1917 | ↘916 | ↘407  | ↘182  |
| 1996  | 2002  | 2010  |       |      |       |       |
| ↘159  | ↘117  | ↘64   |       |      |       |       |

### Национальный состав
Согласно результатам переписи 2002 года, в национальной структуре населения мордва составляла 82 %.